# 1995 QW3
1995 QW3 är en asteroid i huvudbältet som upptäcktes 31 augusti 1995 av den amerikanske astronomen Timothy B. Spahr vid Catalina Station.